# Tulancingo de Bravo, Hidalgo
Tulancingo de Bravo är en kommun i Mexiko.   Den ligger i delstaten Hidalgo, i den sydöstra delen av landet, 110 km nordost om huvudstaden Mexico City. Antalet invånare är 151 582. Arean är 217 kvadratkilometer.
Terrängen i Tulancingo de Bravo är kuperad åt sydost, men åt nordväst är den platt.
Följande samhällen finns i Tulancingo de Bravo:
- Tulancingo
- Javier Rojo Gómez
- Parque Urbano Napateco
- Santa Ana Hueytlalpan
- Rincones de la Hacienda
- Ahuehuetitla
- Fraccionamiento del Magisterio Tulancinguense
- Fraccionamiento Carlos Salinas de Gortari
- Viveros de la Loma
- San Antonio Farías
- Santa María el Chico
- San Nicolás Cebolletas
- Pedregal de San Francisco
- Huajomulco
- Ejido Mimila
- Acocul Guadalupe
- Acocul la Palma
- Colonia 2 de Agosto
- Napateco
- Laguna del Cerrito
- San Vidal
- La Pastoría
- Sultepec
- Las Colmenas
- San Felipe
- Colonia Buenos Aires
- Zototlán
- Colonia Lomas del Pedregal
- San Nicolás el Grande
- Colonia Francisco Villa
- Axatempa
- Los Álamos
- La Raya
- San Rafael Loma Bonita
- Ejido Santiago Caltengo
- Colonia Guadalupe
- Otontepec